# 우천석
우천석(禹天錫)은 고려 후기의 문신으로, 본관은 단양(丹陽)이다. 우중대(禹仲大)의 3남이고, 우탁(禹倬)의 숙부이며, 우인열(禹仁烈)과 우현보(禹玄寶)의 증조이다.

## 생애
1266년(원종 7년) 문과에 을과(乙科)로 급제했다.
1268년(원종 9) 도병마녹사(都兵馬錄事)로서 낭장(郞將) 박신보(朴臣甫)와 함께 원의 사신인 왕국창(王國昌)·유걸(劉傑) 등을 따라 흑산도(黑山島)의 바닷길을 살폈는데, 이는 남송(南宋)과 일본을 견제하기 위한 원의 조처였다.
1273년(원종 14) 서해도안찰사(西海道按察使)로 재직 중, 서해도(西海道)의 전함이 많이 파선되었다는 이유로 원의 다루가치(達魯花赤) 이익(李益)의 문책을 받고 투옥되었다.
충렬왕(忠烈王)조에 전라도안렴부사(全羅道按廉副使)를 거쳐, 1280년(충렬왕 6) 감찰잡단(監察雜端) 진척(陳倜)을 비롯한 감찰사(監察司)의 관원들이 유배 또는 파직되자 낭장에서 감찰잡단으로 승진했다.
이후 관직이 전리정랑(典理正郞)에 이르렀으며, 후손들이 귀해지자 문하시중(門下侍中)에 추증되었다.

### 사후
충청북도 중원군 진척면 송강리(현 충주시 진척면 송정리)에 안장되었다.
그의 묘소 뒤에는 아들 우팽의 묘소가 함께 있으며, 이후 충주는 그의 후손들의 세거지가 되었다.
묘역은 후일 아들 우팽의 묘소와 함께 충청북도 기념물 제 110호로 지정되었다.

## 가족 관계
※근거 자료는 『씨족원류』이다.
- 증조부 - 우잉순(禹仍順) : 호장(戶長)
  - 조부 - 우경절(禹慶節) : 호장
    - 아버지 - 우중대(禹仲大) : 향공진사(鄕貢進士), 증(贈) 시중(侍中)
    - 어머니 - 좌산기상시(左散騎常侍) 임성박(林成璞)의 딸[4]
      - 형 - 우천규(禹天珪) : 향공진사, 우탁(禹倬, 1262년 ~ 1342년)의 아버지
      - 형 - 우천계(禹天啓) : 판서(判書)
      - 동생 - 우천우(禹天佑) : 군기소감(軍器少監)
      - 동생 - 우천성(禹天成) : 낭장(郞將)
      - 부인 - 미상
        - 장남 - 우칭(禹偁) : 좌대언(左代言), 우현보(禹玄寶, 1333년 ~ 1400년)의 조부
        - 차남 - 우팽(禹伻) : 밀직사부사(密直司副使), 우인열(禹仁烈, 1337년 ~ 1403년)의 조부